# Таємний щоденник Лори Палмер
«Таємний щоденник Лори Палмер» (англ. The Secret Diary of Laura Palmer) — роман американської письменниці Дженніфер Лінч, спін-оф телесеріалу «Твін Пікс», виданий 1990 року, між виходом першого та другого сезонів серіалу. Роман, написаний від особи Лори Палмер, одного з центральних персонажів серіалу, одразу посів четверте місце у списку бестселерів Нью-Йорк Таймс.

## Сюжет
Дія розпочинається 22 липня 1984 року. У свій 12-й день народження школярка Лора Палмер з невеликого міста Твін Пікс у штаті Вашингтон отримує в числі інших подарунків новий щоденник, якому вирішує довіряти усі свої таємниці. Головною таємницею є дивна інфернальна сутність на ім'я БОБ, що переслідує її. Спочатку Лора вважає БОБА витвором своєї уяви, чи навіть темною стороною власної особистості. Вона шукає порятунку у дружбі з однокласницею Донною Хейворд та своєю кузиною Медді, потім — у коханні з капітаном шкільної футбольної команди Боббі Брігсом, а пізніше з мотоциклістом Джеймсом Горлі. Протягом років БОБ не полишає її. Старшокласниця Лора починає вести подвійне життя — таємно вживає кокаїн, заводить заплутані сексуальні зв'язки, займається проституцією. Врешті, вона виявляє, що БОБ є конкретною реальною людиною з її близького оточення, й це призводить до її загибелі. Останні записи у щоденнику зроблено у лютому 1989 року, за кілька діб до вбивства Лори.

## Перевидання
2011 року роман був перевиданий з передмовою Марка Фроста та Девіда Лінча (батька письменниці), авторів телесеріалу.
2017 року було випущено аудіокнигу у виконанні Шеріл Лі.